# Distrikt Putinza

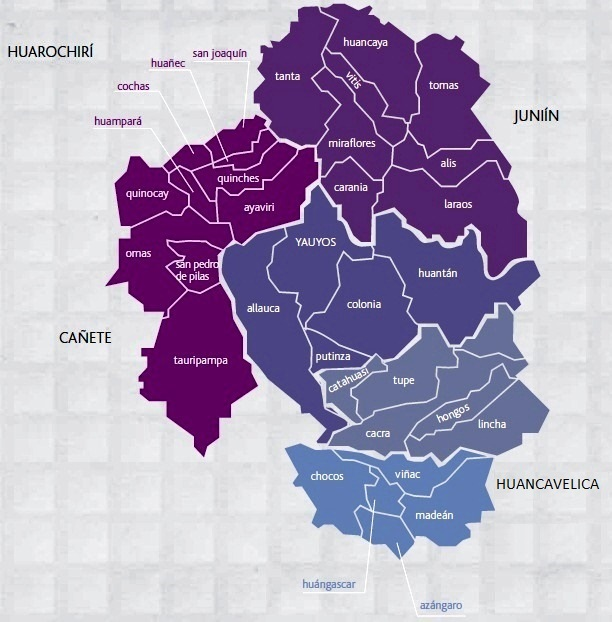
Karte der Provinz Yauyos

Der Distrikt Putinza liegt in der Provinz Yauyos in der Region Lima im zentralen Westen von Peru. Der Distrikt wurde am 6. Oktober 1964 gegründet. Er besitzt eine Fläche von 71,4 km². Beim Zensus 2017 wurden 535 Einwohner gezählt. Im Jahr 1993 lag die Einwohnerzahl bei 448, im Jahr 2007 bei 452. Sitz der Distriktverwaltung ist die 1977 m hoch gelegene Ortschaft San Lorenzo de Putinza mit 490 Einwohnern (Stand 2017). San Lorenzo de Putinza befindet sich 23 km südsüdwestlich der Provinzhauptstadt Yauyos.

## Geographische Lage
Der Distrikt Putinza befindet sich in der peruanischen Westkordillere im zentralen Süden der Provinz Yauyos. Er liegt am Ostufer des nach Süden strömenden Río Cañete.
Der Distrikt Putinza grenzt im Westen an den Distrikt Allauca, im äußersten Nordwesten an den Distrikt Yauyos, im Norden an den Distrikt Colonia sowie im Süden an den Distrikt Catahuasi.